# Polski Kontyngent Wojskowy Orlik
Polski Kontyngent Wojskowy Orlik (PKW Orlik, ang. Polish Military Contingent Orlik, PMC Orlik) – wydzielony komponent Sił Powietrznych, przeznaczony do ochrony przestrzeni powietrznej państw bałtyckich rotacyjnie od 2006 roku.

## Historia

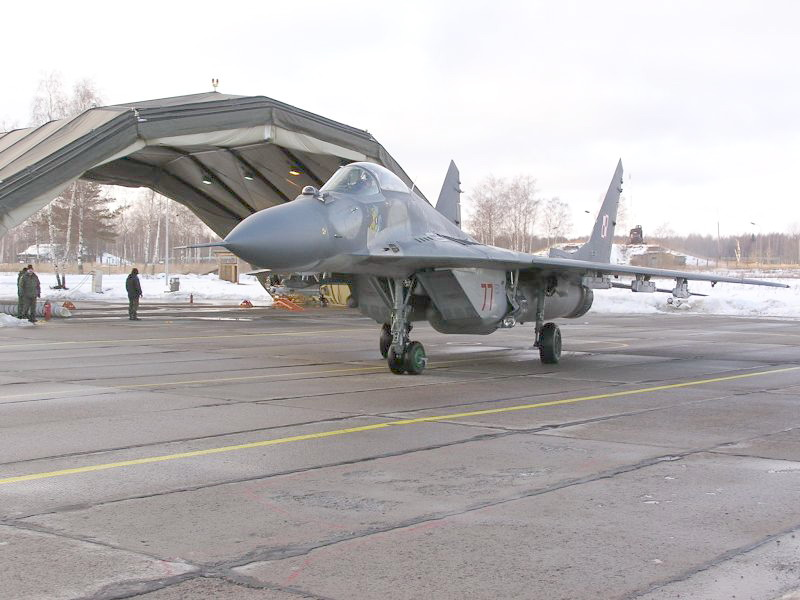
MiG-29 z 1 elt

W związku z wejściem do struktur NATO Litwy, Łotwy i Estonii oraz brakiem w ich siłach powietrznych samolotów przechwytujących, zdolnych do przeciwdziałania w przypadku naruszeń przestrzeni powietrznej tych państw, Organizacja Traktatu Północnoatlantyckiego zdecydowała o rozpoczęciu w marcu 2004 operacji lotniczej Baltic Air Policing, mającej za zadanie strzec nienaruszalności przestrzeni powietrznej państw bałtyckich. Wykonują je wydzielone komponenty lotnicze poszczególnych krajów Sojuszu w ramach Zintegrowanego Systemu Obrony Powietrznej NATO w ciągu kilkumiesięcznych zmian (PKW Orlik 1: 3-miesięczna, 2-9: 4-miesięcznych) i operujące z 1 Bazy Lotniczej w litewskich Szawlach, a od 2014 roku także z polskiej 22 Bazy Lotnictwa Taktycznego w Malborku i z estońskiej Bazy Lotniczej Ämari.
W listopadzie 2005 polski rząd zdecydował o wydzieleniu do operacji jednostki Sił Powietrznych i rozpoczęły się przygotowania do użycia pierwszego Polskiego Kontyngentu Wojskowego Orlik (był to jeden z niewielu przypadków nadania kontyngentowi nazwy własnej, niezwiązanej z miejscem pobytu, kryptonimem operacji lub akronimem nazwy sił pokojowych). Była to pierwsza zagraniczna operacja Sił Powietrznych w ramach kontyngentu wojskowego.
Podczas misji Orliki podlegają Combined Air Operations Centre w Uedem (CAOC UE) w Niemczech wchodzącego w skład Allied Air Command w Rammstein, który na czas polskiej zmiany współpracuje z Dowództwem Operacyjnym Rodzajów Sił Zbrojnych, a ich zadania polegają na:
- patrolowaniu stref powietrznych krajów bałtyckich,
- udzielaniu pomocy samolotom znajdującym się w sytuacji awaryjnej,
- wspólnych ćwiczeniach z pilotami L-39 Litewskich Sił Powietrznych,
- zapewnieniu bezpieczeństwa żołnierzom i cywilom[2].

Komponent lotniczy PKW Orlik stanowią 4 samoloty, z czego 2 są w ciągłej gotowości bojowej: podczas zmian I-VI PKW (2006-2015) były to myśliwce MiG-29 z 1 Skrzydła Lotnictwa Taktycznego, od VII zmiany (2017) są to myśliwce F-16 Jastrząb z 2 Skrzydła Lotnictwa Taktycznego. Komponent lądowy tworzy personel techniczny, nawigatorski, logistyczny, administracyjny i łącznościowy z różnych jednostek SP oraz strzegący bezpieczeństwa bazy żandarmi i oficerowie kontrwywiadu.
Od 1 maja 2014, w związku z kryzysem krymskim na Ukrainie kraje bałtyckie po raz pierwszy są zabezpieczone przez kontyngenty lotnicze z czterech krajów. Podczas 36. zmiany BAP były to:
- Dania – 4 F-16 w Ämari,
- Francja – 4 Dassault Rafale w Malborku,
- Polska – 4 MiG-29 w Szawlach (Polska była państwem wiodącym – Lead Nation – 36. zmiany BAP),
- Wielka Brytania – 4 Eurofighter Typhoon w Szawlach[3].

Dla porównania: podczas 39. zmiany BAP, gdy Polska była Support Nation, czyli państwem wspierającym, były to:
- Belgia – 4 F-16 w Malborku,
- Hiszpania – 4 Eurofighter Typhoon w Ämari,
- Polska – 4 MiG-29 w Szawlach,
- Włochy – 4 Eurofighter Typhoon w Szawlach (Lead Nation)[4].

PKW Orlik 7 w 2017 był zmianą przełomową z kilku względów:
- pierwszy raz kontyngent Sił Powietrznych w misji nadzoru powietrznego przestrzeni państw bałtyckich stanowiły myśliwce wielozadaniowe F-16 Jastrząb,
- kontyngent po raz pierwszy działał w ramach pięciomiesięcznej zmiany,
- ze względu na przedłużenie jego działania w trakcie pełnienia dyżuru we wrześniu operował on z bazy lotniczej w Malborku (był to specyficzny przypadek, kiedy to polski kontyngent wojskowy prowadził działania operacyjne z terytorium Polski)[5].

### Zmiany
| Zmiana       | Zmiana BAP | Baza lotnicza | Początek   | Koniec     | Dowódca                       | Samoloty | Wystawiająca  | Liczebność | Postanowienie o użyciu          |
| ------------ | ---------- | ------------- | ---------- | ---------- | ----------------------------- | -------- | ------------- | ---------- | ------------------------------- |
| PKW Orlik    | 8.         | Szawle        | 01.01.2006 | 31.03.2006 | ppłk pil. Robert Cierniak     | 4 MiG-29 | 23 BL, 1 elt  | 68         | M.P. z 2005 r. nr 76, poz. 1065 |
| PKW Orlik 2  | 16.        | Szawle        | 15.03.2008 | 30.06.2008 | ppłk pil. Mariusz Biajgo      | 4 MiG-29 | 22 BL, 41 elt | 86         | M.P. z 2008 r. nr 10, poz. 107  |
| PKW Orlik 3  | 24.        | Szawle        | 30.04.2010 | 01.09.2010 | ppłk pil. Robert Kozak        | 4 MiG-29 | 23 BL, 1 elt  | 97         | M.P. z 2010 r. nr 22, poz. 212  |
| PKW Orlik 4  | 30.        | Szawle        | 27.04.2012 | 31.08.2012 | ppłk pil. Leszek Błach        | 4 MiG-29 | 22 BLT        | 99         | M.P. z 2012 r. poz. 219         |
| PKW Orlik 5  | 36. (LN)   | Szawle        | 01.05.2014 | 01.09.2014 | ppłk pil. Krzysztof Stobiecki | 4 MiG-29 | 22 BLT        | 96         | M.P. z 2014 r. poz. 273         |
| PKW Orlik 6  | 39. (SN)   | Szawle        | 12.01.2015 | 27.04.2015 | ppłk pil. Piotr Iwaszko       | 4 MiG-29 | 23 BLT        | 120        | M.P. z 2014 r. poz. 1210        |
| PKW Orlik 7  | 44. (LN)   | Szawle        | 01.05.2017 | 31.08.2017 | ppłk pil. Piotr Ostrouch      | 4 F-16   | 31 BLT        | 140        | M.P. z 2017 r. poz. 376         |
| PKW Orlik 7  | 45. (SN)   | Malbork       | 31.08.2017 | 01.10.2017 | ppłk pil. Piotr Ostrouch      | 4 F-16   | 31 BLT        | 100        | M.P. z 2017 r. poz. 872         |
| PKW Orlik 8  | 49. (LN)   | Szawle        | 02.01.2019 | 02.05.2019 | ppłk pil. Adam Kalinowski     | 4 F-16   | 31 BLT        | 140        | M.P. z 2018 r. poz. 1216        |
| PKW Orlik 9  | 52. (SN)   | Ämari         | 02.01.2020 | 30.04.2020 | ppłk pil. Krzysztof Duda      | 4 F-16   | 32 BLT        | 140        | M.P. z 2019 r. poz. 1170        |
| PKW Orlik 10 | 58. (LN)   | Szawle        | 30.11.2021 | 31.03.2022 | ppłk pil. Paweł Stajniak      | 4 F-16   | 31 BLT        | 148        | M.P. z 2021 r. poz. 1039        |
| PKW Orlik 11 | 60. (SN)   | Szawle        | 01.10.2022 | 01.12.2022 | ppłk pil. Michał Kras         | 4 F-16   | 32 BLT        | 150        | M.P. z 2022 r. poz. 895         |
| PKW Orlik 11 | 61. (LN)   | Szawle        | 01.12.2022 | 30.03.2023 | ppłk pil. Michał Kras         | 4 F-16   | 32 BLT        | 150        | M.P. z 2022 r. poz. 895         |
| PKW Orlik 12 | 64. (SN)   | Ämari         | 01.12.2023 | 28.02.2024 | ppłk pil. Michał Zloch        | 4 F-16   | 31 BLT        | 150        | M.P. z 2023 r. poz. 1211        |

LN – Lead Nation, państwo wiodące; SN – Support Nation, państwo wspierające.

## Kontyngenty w innych operacjach NATO Air Policing
W 2010 w operacji Icelandic Air Policing miały wziąć udział polskie F-16, jednak ze względu na kryzys gospodarczy zrezygnowano z wysłania tych myśliwców do Islandii. Byłaby to pierwsza misja bojowa polskich Jastrzębi, jednak debiut zagraniczny nastąpił dopiero w 2016 w ramach PKW OIR Kuwejt, a w roku następnym F-16 skierowano także do PKW Orlik. Ostatecznie do użycia Polskiego Kontyngentu Wojskowego na Islandii doszło w 2021.
W 2016, w związku z niedostatecznym poziomem gotowości własnych sił powietrznych, rządy Rumunii i Bułgarii zwróciły się do kierownictwa Sojuszu Północnoatlantyckiego o wsparcie w ramach NATO Air Policing. Jednym z państw, które zaoferowało pomoc była Polska, która w 2015 nawiązała już współpracę w zakresie wojsk lotniczych z Bułgarią (wspólne szkolenia oraz wsparcie logistyczne i techniczne bułgarskich MIG-29 ze strony polskich wojskowych zakładów lotniczych). W lipcu 2016 zatwierdzona została koncepcja powołania wydzielonego komponentu Sił Powietrznych pod nazwą Polski Kontyngent Wojskowy Orlik B (PKW Orlik-B) na bazie 4 myśliwców MiG-29 z 23 BLT, który przeszedł szkolenie pk. Jastrząb-16 i miał zostać skierowany na Bałkany jesienią 2016. Ostatecznie do użycia kontyngentu nie doszło (nie wydano stosownego postanowienia w tej sprawie).
We wrześniu 2022 Słowackie Siły Powietrzne ze względu na brak personelu oraz możliwości serwisowania sprzętu wycofały z użycia myśliwce MiG-29, jednak z powodu opóźnień w dostawach nowoczesnych samolotów wielozadaniowych F-16 utraciły one możliwość realizowania zadań ochrony przestrzeni powietrznej. 27 sierpnia 2022 ministrowie obrony Czech, Polski i Słowacji podpisali deklarację o przejęciu tych zadań przez siły powietrzne Czech i Polski w latach 2022-2024. Polskie F-16 oraz MiG-29 i czeskie Saab JAS 39 Gripen mają pełnić misję jednocześnie, w zależności od konkretnej sytuacji, operując z baz macierzystych. Polska formalnie nie zaangażowała kontyngentu wojskowego, zgodnie z postanowieniem Prezydenta RP operację Sił Zbrojnych RP poza granicami państwa określono jako użycie załóg statków powietrznych Sił Zbrojnych Rzeczypospolitej Polskiej w misji wojskowego nadzoru przestrzeni powietrznej Republiki Słowackiej  w ramach Systemu Zintegrowanej Obrony Powietrznej i Przeciwrakietowej Organizacji Traktatu Północnoatlantyckiego (NATINAMDS)  w liczebności do 10 żołnierzy od 1 września 2022 do 31 grudnia 2023.

## Odznaczenia za udział w kontyngencie

Baretka pamiątkowego odznaczenia Gwiazdy Załóg Lotniczych ustanowionego 4 maja 2012
Baretka litewsko-łotewsko-estońskiego medalu za udział w Baltic Air Policing